# Анджелина (река)
Анджелина (на английски: Angelina River) е река дълга 193 км, която тече в източен Тексас, САЩ. Река Анджелина се формира от сливането на Бернхард и Шоуни Крийк на около 5 км северозападно от Лейнвил в югозападната част на окръг Ръск. Реката тече на югоизток и образува границите между окръзите Чероки и Накогдочис, между окръзите Анджелина и Накогдочис и между Анджелина и Сан Августин. Тя се влива в река Нечес Ривър на около 20 км северно от Джаспър в северозападната част на окръг Джаспър. Реката пресича плоски възвишения от песъкливи и глинести почви, които благоприятстват развитието на водно-толерантни дървета с твърда дървесина, дървета конифера и треви.
Реката е кръстена на едно индианско момиче от хасинаи, което испанските мисионери наричат Анджелина. Реката е добре позната на испанските и френски изследователи и на мисионерите в източен Тексас. По време на мексиканския период вече има доста значителни селища в басейна на реката. Реката е плавателна от Ейш Байо близо до Накогдочис от 1840 г. като първоначално по нея се транспортират заселници. Най-ранните опити за търговско корабоплаване започват през 1844 г., когато братята Моузес и Робърт Патън, с помощта на шлеп транспортират 192 бали памук до Сабин Пас. Братята Патън продължават да извършват тази дейността в продължение на 3 години. След 1847 г. вече по рекат плават няколко парахода. Речният трафик по Анджелина умира през 1880-те с пристигането на железниците. До 1900 г. реката вече не е плавателна.